# Uí Maine
Uí Maine, a menudo anglicanizado como Hy Many, era uno de los reinos más antiguos y extensos localizado en Connacht, Irlanda. Su territorio de aproximadamente 1,000 millas cuadradas (2,600 km²) abarcaba todo lo que es ahora el norte, este y sur del condado de Galway, y el sur y centro de Roscommon, una área cerca del Condado de Clare, y en algún momento pudo incluir también un banco de tierra al este del río Shannon, junto con la parroquia de Lusmagh en Offaly.
Existieron dos diferente Uí Maine, los Uí Maine de Tethbae y los Uí Maine de Connacht, ambas tribus separadas por el Shannon. Los habitantes del reino se decían descendientes de Máine Mór, que ganó el territorio en combate. Sus sub-reinos, también conocidos como señoríos, incluían – entre otros – Tír Soghain, Corco Mogha, Delbhna Nuadat, Síol Anmchadha, y Máenmaige. Estos reinos los poblaban ramas menores de la dinastía Uí Maine, o súbditos de otras razas.
Los Uí Maine están entre las dinastías irlandesas más antiguas aún representadas hoy entre la nobleza irlandesa reconocida y los Jefes del Nombre, por los O'Kelly de Gallagh y Tycooly, Príncipe de Uí Maine y Conde del Sacro Imperio Romano Germánico. Los Fox (O'Kearney) pueden representar a los Uí Maine de Tethbae del este.

## Antigüedad
Se dice que Máine Mór estableció su reino alrededor del 357, y gobernó cincuenta años. Antes de su llegada, el área había estado ocupada por los Fir Bolg, gobernados por el rey Cian d'Fhearaibh Bolg.

### Dirigentes tempranos (en orden)
| Nombre                                          | Años Gobernados | Muerte                       |
| ----------------------------------------------- | --------------- | ---------------------------- |
| Máine Mór                                       | 50 años         | Muerte natural               |
| Breasal mac Maine Mór Hijo de Máine Mór         | 30 años         | Muerte natural               |
| Fiachra Finlandés Hijo de Bresal                | 17 años         | muerto por su hermano        |
| Connall Cas Ciabhach Hijo de Bresal             | 22 años         | Asesinado                    |
| Dallán mac Breasal Hermano de Fiachra finlandés | 11 años         | Mortalmente herido y ahogado |
| Duach mac Dallán Hijo de Dallan                 | 16 años         | Muerto por Maine Macamh      |
| Lughaidh mac Dallán Hijo de Dallan              | 14 años         | Muerte natural               |
| Feradhach mac Lughaidh Hijo de Lughaidh         | 24 años         | Muerto por su sucesor        |
| Marcán                                          | 15 años         | Muerto por la espada         |
| Feradhach mac Lughaidh Hijo de Feradhach        | 9 años          | Muerto por su sucesor        |

## Familias principales
Entre los descendientes del clan figuran los Ó Ceallaigh, Ó Madadháin, Ó Neachtain, Ó Cnaimhín, Ó Domhnalláin, Ó Maolalaidh,  Ó Fallamháin,

## Tradiciones
Un texto de comienzos del siglo XV, Nosa Uí Maine, declara que recibieron premios y tesoros como:
- Una porción de todas las "fortalezas y ciudades portuarias en la provincia"
- Una porción de todos los premios y naufragios del mar, lo que incluía:
  - Cualesquiera vinos o bienes que llegaran a orilla de naufragios, etc.
  - Ballenas y pescado, que sería conocida como "pescado real" y dado sólo a los reyes y reinas
- Tesoros escondidos bajo tierra, todas las minas de oro y plata y otros metales
- Un tercio de todos los ingresos recibidos del rey de Connacht de cualesquier otra provincia donde se había hecho mal
- Los ingresos (o eric) por matar una persona considerada muy grande y en un documento registrado establecido en "168 vacas"

Junto con los privilegios que recibían reyes y reinas de Uí Maine, los clanes que luchaban para Uí Maine recibían también privilegios y derechos:
- Cualquier miembro de un clan podía elegir entre ir a la batalla en Primavera u Otoño. La mayoría de miembros que escogían no ir a la batalla empleaban el tiempo manteniendo sus cultivos.
- Se requería que "ningún hombre de la provincia puede ser tomado como testigo contra estas tribus, pero otros Hy Manian es para ser testigo".
- Si el Rey de Connacht no pone fin a una batalla en 6 semanas o menos si luchaban en Úlster o Leinster, se autorizaba a cualquier otro a regresar casa.
- "Aun así grande puede ser el accusation trajo en contra les por personas deshonestas, sólo un hombre o uno presencian está requerido para abollarlo o probarlo en contra el otro partido."
- Uí Mhaine serían bautizados por los Comharba de St. Bridget. Si los padres escogían no bautizar sus a sus niños en St. Bridget porque vivieran demasiado lejos se les requería pagar un penique a los Comharba.
- Los Uí Mhaine debían pagar un "sgreaball ongtha" a los Comharba para prepararse para la muerte durante una enfermedad. Se dice que la tarifa eran 3 peniques irlandeses.